# 十日悲剧
十日悲剧是墨西哥革命期间，民选总统弗朗西斯科·馬德羅的反对者在墨西哥城发动的政变，政變從1913年2月9日一直持续至19日，因此被称作十日悲剧。十日悲劇发生在波菲里奥·迪亚斯下台，弗朗西斯科·馬德羅出任总统之后。十日悲剧标志着墨西哥革命第二阶段的开始。政变方是将军維多利亞諾·韋爾塔以及波菲里奥·迪亚斯的支持者。
为期十天的暴力的目的是“制造能逼迫弗朗西斯科·馬德羅下台的混乱假象”。前总统波菲里奥·迪亚斯的侄子费利克斯·迪亚斯和将军贝尔纳多·雷耶斯在越狱后起兵造反，打算集结部队，推翻弗朗西斯科·馬德羅政府。时任美国驻墨大使亨利·莱恩·威尔逊坚决反对弗朗西斯科·馬德羅，因此强烈支持政变。此前起义者逼迫费利克斯·迪亚斯辞去总统职位后，弗朗西斯科·马德罗得以控制墨西哥联邦军。墨西哥联邦军总司令維多利亞諾·韋爾塔假装支持弗朗西斯科·馬德羅政府，但一直暗藏恢复波菲里奥·迪亚斯統治之心，于是在事件期间決定支持政变方。政变方将领奥雷里亚诺·布兰奎特于2月18日逮捕总统和副总统，弗朗西斯科·馬德羅政府就此倒台。2月19日，费利克斯·迪亚斯和維多利亞諾·韋爾塔将军因争夺临时政府总统职位而發生衝突，美国大使亨利·莱恩·威尔逊介入调停，三人在美使馆会面，定立了使馆契约，争议随之解决。
尽管事件中的绝大部分交火都发生在两个军事派系之间，但火炮与步枪火力还是对平民和城市市中心造成了极大危害。签订于2月19日的契约结束了墨西哥城的暴力，标志着十日悲剧的终结。弗朗西斯科·馬德羅和前副总统在被拘禁期间同意辞职，以为政变方会允许他们流亡海外，结果这二人却在2月22日被殺死。接着，維多利亞諾·韋爾塔出任总统。
政变过后，墨西哥革命进入第三阶段：維多利亞諾·韋爾塔的中央政府军队与国家北部和南部的大量革命武装之间爆發内战；各支革命武装虽本着一个共同目标，即推翻維多利亞諾·韋爾塔政府，但各自之间也在争斗。新上任的美国总统伍德罗·威尔逊改变了国家外交政策，拒绝承认韦尔塔政府。